# Rozierjev balon
Rozierjev balon (ali samo Roziere) je vrsta hibridnega balona. Del vzgona zagotavlja vzgonski plin (npr. vodik ali helij), del pa topel zrak. Oba plina sta v ločenih prekatih. Poimenovan je po njegovem izumutelju Jean-Françoisu Pilâtreu de Rozierju. Prednost Rozierjevega balona je, da potrebuje precej manj goriva. Tako so možni precej daljši leti, ki lahko trajajo tudi tedne. Breitling Orbiter 3 je uspešno obkrožil svet v letu, ki je trajal 447 ur in 47 minut.